# Liste des béatifications prononcées par Grégoire XVI
Cette page dresse la liste des personnes béatifiées par le pape Grégoire XVI.
Le pape Grégoire XVI (2 février 1831 - 1er juin 1846) a procédé aux béatifications suivantes :

## 1831
| N° | Image | Bienheureux | Date de béatification | Lieu de béatification  | Informations                                                                                                  |
| -- | ----- | ----------- | --------------------- | ---------------------- | --- |
| 1. |       | Henri Suso  | 22 avril 1831         | Basilique Saint-Pierre | (1296-1366), prêtre allemand de l'ordre des Prêcheurs, auteur classique de la littérature mystique allemande. |

## 1833
| N° | Image | Bienheureux    | Date de béatification | Lieu de béatification  | Informations |
| -- | ----- | -------------- | --------------------- | ---------------------- | --- |
| 1. |       | Gérard Mecatti | 18 mars 1833          | Basilique Saint-Pierre | (1174 - entre 1242 et 1277), religieux et ermite italien de l'ordre de Saint-Jean de Jérusalem et membre du Tiers-Ordre franciscain. |

## 1834
| N° | Image | Bienheureux      | Date de béatification | Lieu de béatification  | Informations |
| -- | ----- | ---------------- | --------------------- | ---------------------- | --- |
| 1. |       | Mannès de Guzmán | 2 juin 1834           | Basilique Saint-Pierre | (1165/1170- mort 1234 ou 1235), prêtre espagnol de l'ordre des Prêcheurs, frère de Dominique de Guzmán il est l'un de ses premiers disciples. |
| 2. |       | Sébastien Valfrè | 15 juillet 1834       | Basilique Saint-Pierre | (1629-1710), prêtre italien de la congrégation de l'Oratoire, pendant le siège de Turin de 1706, il aide les soldats blessés, la population civile et place l'espoir de la victoire dans la protection de la Vierge de la Consolata. Le 13 février 1707, il propose d'ériger en ce qui deviendra la basilique de Superga. |

## 1837
| N° | Image            | Bienheureux      | Date de béatification | Lieu de béatification  | Informations |
| -- | ---------------- | ---------------- | --------------------- | ---------------------- | --- |
| 1. | Jean Macias      | Jean Macias      | 22 octobre 1837       | Basilique Saint-Pierre | (1585-1645), frère lai espagnol de l'ordre des Prêcheurs (canonisé le 28 septembre 1975). |
| 2. | Martin de Porrès | Martin de Porrès | 29 octobre 1837       | Basilique Saint-Pierre | (1579-1639), religieux péruvien de l’ordre des Prêcheurs, réputé pour sa simplicité, sa charité, et les nombreux miracles qui lui sont attribués (canonisé le 6 mai 1962 ; saint patron des barbiers et coiffeurs). |

## 1839
| N° | Image              | Bienheureux        | Date de béatification | Lieu de béatification  | Informations                                                                                          |
| -- | ------------------ | ------------------ | --------------------- | ---------------------- | --- |
| 1. | Boniface de Savoie | Boniface de Savoie | 23 février 1839       | Basilique Saint-Pierre | (1207-1270), prêtre et évêque, régent du royaume d'Angleterre en l'absence d'Henri III.               |
| 2. |                    | Louise de Savoie   | 12 août 1839          |                        | (1462-1503), princesse de la maison de Savoie devenue religieuse au sein de l'ordre de Sainte-Claire. |

## 1841
| N° | Image                | Bienheureux          | Date de béatification | Lieu de béatification  | Informations |
| -- | -------------------- | -------------------- | --------------------- | ---------------------- | --- |
| 1. | Christine Ciccarelli | Christine Ciccarelli | 15 janvier 1841       | Basilique Saint-Pierre | (1480-1543), religieuse italienne de l'ordre de Saint Augustin, ses contemporains relatent l'avoir vu s’élever dans les airs lors d'une procession de la Fête-Dieu. |
| 2. | Aloysius Rabatà      | Aloysius Rabatà      | 10 décembre 1841      | Basilique Saint-Pierre | (1443-1490), religieux italien de l'ordre du Carmel. |

## 1843
| N°  | Image                           | Bienheureux                     | Date de béatification | Lieu de béatification  | Informations |
| --- | ------------------------------- | ------------------------------- | --------------------- | ---------------------- | --- |
| 1.  | Camilla Battista da Varano      | Camilla Battista da Varano      | 7 avril 1843          | Basilique Saint-Pierre | (1458-1524), religieuse italienne de l'ordre de Sainte-Claire, mystique et humaniste (canonisée le 17 octobre 2010).                           |
| 2.  |                                 | Louis Morbioli                  | 24 octobre 1843       | Basilique Saint-Pierre | (1433-1485), laïc italien, débauché et repentant qui a prêché la pénitence et la continence dans la région de Bologne.                         |
| 3.. | Marie-Françoise des Cinq-Plaies | Marie-Françoise des Cinq-Plaies | 12 novembre 1843      | Basilique Saint-Pierre | (1715-1791), laïc italienne du Tiers-ordre des Frères mineurs déchaussés, qui aurait reçu les stigmates du Christ (canonisée le 29 juin 1867). |

## 1845
| N° | Image | Bienheureux         | Date de béatification | Lieu de béatification  | Informations |
| -- | ----- | ------------------- | --------------------- | ---------------------- | --- |
| 1. |       | Paule Gambara Costa | 14 août 1845          | Basilique Saint-Pierre | (1463-1515), laïc italienne membre du Tiers-Ordre franciscain, après la mort de son mari elle se consacre entièrement aux œuvres de charité et à la prière. Toute sa fortune est investie pour soulager la misère de la population. |